# Libyan-Arab-Airlines-Flug 114
Die Maschine des Libyan-Arab-Airlines-Flugs 114 wurde am 21. Februar 1973 über der Sinai-Halbinsel von israelischen Kampfflugzeugen abgeschossen. Von den 113 Insassen der Boeing 727 kamen dabei 108 ums Leben.

## Hergang
Die vier Jahre alte Boeing 727-224 mit dem Luftfahrzeugkennzeichen 5A-DAH startete in der libyschen Hauptstadt Tripolis zum Linienflug über Bengasi nach Kairo. Auf der Strecke zwischen Bengasi und Kairo kam sie ab Sidi Barrani wegen schlechter Sichtbedingungen durch einen Sandsturm, eines mangelhaft funktionierenden Kompasses an Bord und technischer Probleme der Flugüberwachung in Kairo vom Kurs ab. Die Piloten verfehlten das möglicherweise nicht funktionierende Funkfeuer FAYUM (29° 23′ 58,8″ N, 30° 23′ 37,8″ O) und vermuteten um 13:44 Uhr einen Navigationsfehler. Der Flugüberwachung in Kairo meldeten sie diesen Umstand nicht. Um 13:52 Uhr erhielten die Piloten die Erlaubnis zum Sinkflug auf den Flughafen Kairo. Starker Rückenwind ließ die Maschine jedoch an Kairo vorbei Richtung Osten ins Gebiet der israelisch besetzten Sinai-Halbinsel abdriften. Über dem Sinai besserten sich die Sichtbedingungen, und die Besatzung bemerkte vermutlich ihren Fehler.
Das Eindringen der libyschen Maschine in den Luftraum über dem Sinai um 13:54 Uhr wurde von der israelischen Luftraumüberwachung bemerkt. Die Boeing flog auf einer Höhe von 20.000 Fuß (6.100 m). Zwei Kampfflugzeuge des Typs F-4 Phantom II der israelischen Luftwaffe erreichten um 13:59 Uhr den Passagierjet und forderten ihn mit Handzeichen der Piloten, Flügelbewegungen und Warnschüssen zur Landung auf der israelischen Luftwaffenbasis Rephidim auf. Die Besatzung der Boeing weigerte sich, den Kampfflugzeugen zu folgen, und schlug einen Kurs Richtung Westen ein. Die israelischen Piloten werteten dies als einen Versuch zu entkommen.
Um 14:04 Uhr erfolgte der Befehl von David Elazar, dem Generalstabschef der israelischen Luftwaffe, zu Schüssen auf die Flügel, um die Maschine zur Notlandung zu zwingen. Die Kampfpiloten eröffneten das Feuer und trafen unter anderem die rechte Tragfläche und das mittlere Triebwerk am Flugzeugheck. Es entwickelte sich ein Brand in Richtung Kabine. Die Piloten der Boeing mussten in der Wüste notlanden (30° 24′ 28″ N, 32° 33′ 32″ O). Der Aufschlag um 14:10 Uhr auf Dünen im Sinai nahe Ismailia am Sueskanal löste eine Explosion im Bereich des rechten Hauptfahrwerks aus. 108 der 113 Personen an Bord kamen ums Leben. Unter den Überlebenden befand sich der libysche Kopilot, nicht aber der erfahrene französische Flugkapitän Jacques Bourges. Er war im Rahmen einer Kooperation zwischen der Libyan Airlines und der Air France im Einsatz. Ihm oblag die Ausbildung seiner libyschen Kollegen auf dem neuen Passagierjet.

## Hintergründe des Abschusses
Die Sinai-Halbinsel östlich des Sueskanals war seit dem Sechstage-Krieg 1967 durch Israel besetzt, dieses befand sich immer noch im Kriegszustand mit Ägypten. Der Anflug der libyschen Boeing wurde in Israel als Bedrohung gewertet.
Bei der Befragung des überlebenden Kopiloten erklärte dieser, der Crew sei klar gewesen, dass die israelischen Kampfpiloten sie zur Landung in Israel aufgefordert hatten. Das gespannte politische Verhältnis zwischen Israel und Libyen habe sie aber zum Entschluss bewogen, dieser Aufforderung nicht zu folgen. Die libysche Regierung behauptete entgegen den Aussagen des Kopiloten, die Israelis hätten die Maschine ohne Vorwarnung abgeschossen.  Die israelische Luftwaffe bewertete das Eindringen der Maschine in den Sinai als mögliche Bedrohung für Israel und vermutete, sie könnte die Absicht gehabt haben, zu Spionagezwecken in Richtung der israelischen Luftwaffenbasis Bir Gifgafa zu fliegen (30° 24′ 25,9″ N, 33° 9′ 15,1″ O).
Im Nachgang zur Untersuchung des Abschusses der Zivilmaschine bezeichnete der israelische Verteidigungsminister Mosche Dajan den Vorfall als Irrtum. Israel leistete Entschädigungen an die Familien der Opfer.